# 아날로그 필터
아날로그 필터(Analogue filter)는 일렉트로닉스에서 신호 처리에 많이 사용되는 기본 구성 요소이다. 이 필터의 많은 응용 분야 중 일부는 저음, 중음, 트위터 라우드스피커에 적용하기 전 오디오 신호를 분리하는 것; 다수의 전화 통화를 단일 채널에 결합하고 나중에 분리하는 것; 라디오 수신기에서 원하는 라디오 방송국을 선택하고 다른 방송국을 거부하는 것이다.
수동 선형 전자 아날로그 필터는 선형 미분 방정식으로 설명할 수 있는 필터(선형)이다. 이 필터는 축전기, 유도자로 구성되며, 때로는 저항기(수동)도 포함한다. 이 필터는 연속적으로 변하는 아날로그 신호에 대해 작동하도록 설계되었다. 구현이 아날로그가 아닌 많은 선형 필터(디지털 필터)가 있으며, 수동 토폴로지를 갖지 않는 많은 전자 필터가 있다. 이 두 가지 모두 이 문서에서 설명하는 필터와 동일한 전달 함수를 가질 수 있다. 아날로그 필터는 주로 파형 필터링 응용 분야에 사용된다. 즉, 아날로그(연속 시간) 신호에서 특정 주파수 성분을 통과시키고 다른 성분을 거부해야 하는 경우에 사용된다.
아날로그 필터는 전자 기술 발전에 중요한 역할을 했다. 특히 전기 통신 분야에서 필터는 여러 기술적 혁신에 결정적인 중요성을 가지며 통신 회사들에게 막대한 이익을 가져다주었다. 따라서 필터의 초기 개발이 전송선로와 밀접하게 관련되어 있다는 것은 당연하다. 전송선 이론은 필터 이론을 탄생시켰으며, 초기에는 매우 유사한 형태를 취했다. 필터의 주요 응용 분야는 통신 전송선이었다. 그러나 네트워크 합성 기법의 등장으로 설계자의 제어 능력이 크게 향상되었다.
오늘날에는 복잡한 알고리즘을 구현하기 훨씬 쉬운 디지털 영역에서 필터링을 수행하는 것이 선호되는 경우가 많지만, 아날로그 필터는 여전히 응용 분야를 찾고 있다. 특히 낮은 차수의 간단한 필터링 작업에 적합하며, 디지털 기술이 아직 비실용적이거나 적어도 비용 효율성이 떨어지는 높은 주파수에서는 여전히 표준으로 사용되는 경우가 많다. 가능한 한, 특히 낮은 주파수에서는 아날로그 필터가 이제 활성 필터 토폴로지로 구현된다. 이는 수동 토폴로지에 필요한 권선 부품(즉, 인덕터, 변압기 등)을 피하기 위한 것이다.
기계적 부품을 사용하여 기계적 진동 또는 음향 파동을 필터링하는 선형 아날로그 기계 필터를 설계하는 것도 가능하다. 이러한 장치는 기계 자체에는 응용 분야가 거의 없지만, 트랜스듀서를 추가하여 전기 도메인으로 또는 전기 도메인에서 변환하여 전자 제품에 사용할 수 있다. 실제로 필터에 대한 초기 아이디어 중 일부는 음향 공진기였다. 당시에는 전자 기술이 잘 이해되지 않았기 때문이다. 원칙적으로 이러한 필터의 설계는 기계적 양에 해당하는 전기적 대응물을 사용하여 완전히 달성할 수 있으며, 운동 에너지, 위치 에너지 및 열 에너지는 각각 인덕터, 커패시터 및 저항기의 에너지에 해당한다.

## 역사적 개요
수동 아날로그 필터 개발 역사에는 세 가지 주요 단계가 있다.
1. 단순 필터는 커패시터와 인덕터의 주파수 의존성은 매우 일찍부터 알려졌다. 공진 현상도 초기부터 잘 알려져 있었고, 이 부품들로 단순한 단일 가지 필터를 생산할 수 있었다. 1880년대에 전보에 적용하려는 시도가 있었지만, 이 설계는 성공적인 주파수 분할 다중화에 부적합하다는 것이 입증되었다. 네트워크 분석은 당시에는 더 복잡한 필터에 대한 이론을 제공하기에 충분하지 않았고, 신호의 주파수 영역 특성을 이해하지 못하는 일반적인 실패로 인해 발전이 더욱 지연되었다.
2. 이미지 필터는 전송선 이론에서 발전했으며, 설계는 전송선 분석과 유사한 방식으로 진행되었다. 처음으로 정확하게 제어 가능한 통과대역 및 기타 매개변수를 가진 필터를 생산할 수 있었다. 이러한 발전은 1920년대에 일어났으며, 이러한 설계로 생산된 필터는 1980년대까지 널리 사용되었으며, 아날로그 통신 사용이 감소함에 따라 감소했다. 그 즉각적인 응용 분야는 도시 간 및 국제선에 사용되는 주파수 분할 다중화의 경제적으로 중요한 개발이었다.
3. 네트워크 합성 필터의 수학적 기초는 1930년대와 1940년대에 놓여졌다. 제2차 세계 대전 후, 네트워크 합성은 필터 설계의 주요 도구가 되었다. 네트워크 합성은 필터 설계를 확고한 수학적 기반 위에 올려놓았고, 이미지 설계의 수학적으로 느슨한 기술로부터 해방되었으며 물리적 선과의 연결을 끊었다. 네트워크 합성의 본질은 원래 블랙박스 용어로 지정된 응답을 (이상적인 부품으로 구현된 경우) 정확하게 재현하는 설계를 생성한다는 것이다.

이 문서 전체에서 R, L, C 문자는 각각 전기 저항, 유도계수, 전기 용량을 나타내는 일반적인 의미로 사용된다. 특히 LC와 같은 조합으로 사용되어, 예를 들어 인덕터와 커패시터로만 구성된 네트워크를 의미한다. Z는 온저항, RLC 요소의 모든 2단자 조합에 사용되며, 일부 섹션에서는 드물게 볼 수 있는 일래스턴스, 즉 전기 용량의 역수에 D가 사용된다.

## 공명
초기 필터는 신호를 필터링하기 위해 공명 현상을 사용했다. 전기 공명은 초기부터 연구자들에 의해 연구되었지만, 처음에는 전기 기술자들에게 널리 이해되지 않았다. 결과적으로, 훨씬 더 친숙한 음향 공명 개념(이는 차례로 훨씬 더 친숙한 기계 공명으로 설명될 수 있다)이 전기 공명보다 먼저 필터 설계에 도입되었다. 공진 장치는 공진 주파수 또는 그 근처의 주파수에 응답하지만 공진 주파수에서 멀리 떨어진 주파수에는 응답하지 않으므로 필터링 효과를 얻기 위해 공진을 사용할 수 있다. 따라서 공진에서 멀리 떨어진 주파수는 장치의 출력에서 필터링된다.

### 전기 공명

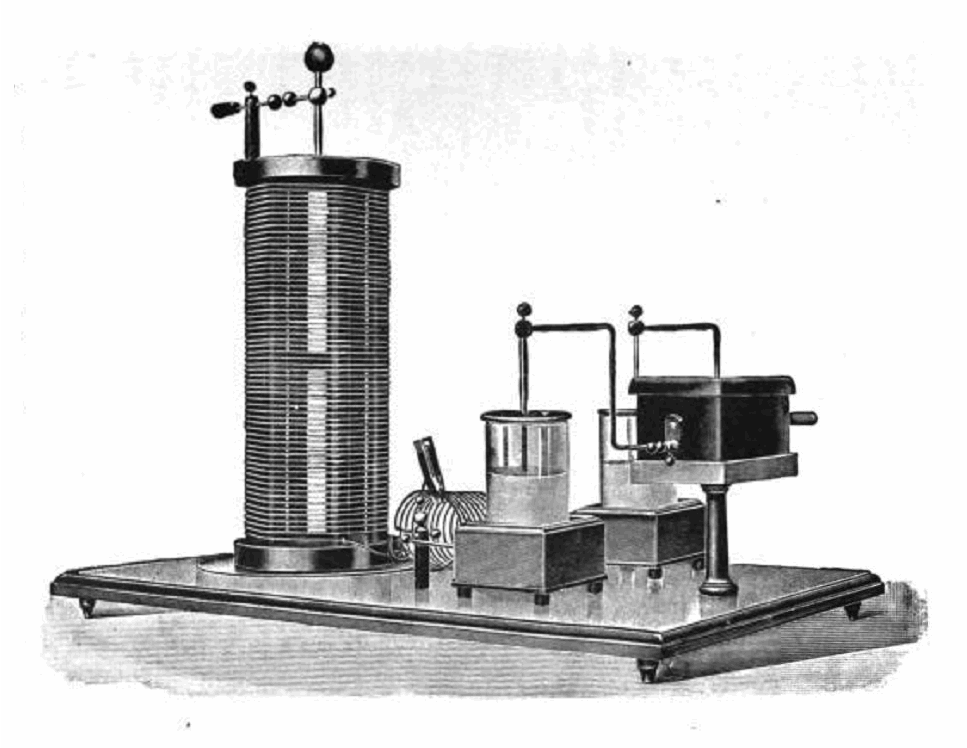
초기 우딘 코일이라고 알려진 공명 회로의 1915년 예시로, 전기 용량에 라이덴병을 사용한다.

공명은 1746년에 발명된 라이덴병을 사용한 실험에서 일찍부터 발견되었다. 라이덴병은 전기 용량 때문에 전기를 저장하며, 사실 초기 형태의 축전기이다. 라이덴병이 전극 사이에 스파크가 튀도록 하여 방전될 때, 방전은 진동적이다. 이것은 1826년에 프랑스의 펠릭스 사바리와 나중에(1842년) 미국의 조지프 헨리가 방전 근처에 놓인 강철 바늘이 항상 같은 방향으로 자화되지 않는다는 것을 발견할 때까지는 의심되지 않았다. 그들은 둘 다 독립적으로 시간에 따라 사라지는 일시적인 진동이 있다는 결론을 내렸다.
헤르만 폰 헬름홀츠는 1847년에 에너지 보존에 대한 중요한 논문을 발표했는데, 그 일부에서 그 원리를 사용하여 진동이 왜 사라지는지 설명했다. 그것은 회로의 저항이 각 연속적인 사이클에서 진동 에너지를 소산시키기 때문이다. 헬름홀츠는 또한 윌리엄 하이드 울러스턴의 전기 분해 실험에서 진동의 증거가 있다는 것을 지적했다. 울러스턴은 전기 충격으로 물을 분해하려고 시도했지만, 두 전극 모두에 수소와 산소가 존재한다는 것을 발견했다. 일반적인 전기 분해에서는 각각의 전극으로 분리된다.
헬름홀츠는 왜 진동이 감쇠하는지 설명했지만, 왜 처음부터 발생했는지는 설명하지 않았다. 이것은 1853년에 윌리엄 톰슨 경(켈빈 경)에게 맡겨졌다. 그는 회로에 병의 전기 용량과 부하의 저항뿐만 아니라 인덕턴스도 존재한다고 가정했다. 이것은 현상의 물리적 기반을 확립했다. 병에서 공급된 에너지는 부하에서 부분적으로 소산되었지만, 인덕터의 자기장에도 부분적으로 저장되었다.
지금까지 연구는 갑작스러운 자극으로 인한 공진 회로의 과도 진동의 자연 주파수에 대한 것이었다. 필터 이론의 관점에서 더 중요한 것은 외부 AC 신호에 의해 구동될 때 공진 회로의 동작이다. 구동 신호 주파수가 회로의 공진 주파수와 일치할 때 회로의 응답에 갑작스러운 피크가 있다. 제임스 클러크 맥스웰은 1868년에 다이너모에 대한 실험과 관련하여 윌리엄 그로브 경으로부터 현상을 들었고, 1866년의 헨리 와일드의 이전 연구도 알고 있었다. 맥스웰은 RLC 회로가 오늘날 설명되는 방식과 거의 같은 용어로 미분 방정식 집합을 사용하여 공진을 수학적으로 설명했다.
하인리히 헤르츠(1887)는 두 개의 공진 회로를 만들어 공진 현상을 실험적으로 입증했다. 그중 하나는 발전기에 의해 구동되었고, 다른 하나는 튜닝 가능하며 첫 번째 회로에 전자기적으로만 결합되었다 (즉, 회로 연결 없음). 헤르츠는 두 번째 회로의 응답이 첫 번째 회로와 튜닝될 때 최대임을 보여주었다. 이 논문에서 헤르츠가 생성한 다이어그램은 전기 공진 응답의 첫 번째 출판된 플롯이었다.

### 음향 공명
앞서 언급했듯이 필터링 응용 분야에 영감을 준 것은 음향 공명이었다. 그중 첫 번째는 "조화 전신"으로 알려진 전신 시스템이었다. 이 시스템은 일라이셔 그레이, 알렉산더 그레이엄 벨(1870년대), 어니스트 메르카디어 등이 개발했다. 이 시스템의 목적은 동일한 선로를 통해 여러 전신 메시지를 동시에 전송하는 것이었고, 주파수 분할 다중화(FDM)의 초기 형태를 나타낸다. FDM은 각 개별 통신 채널에 대해 송신 측이 다른 주파수로 송신해야 한다. 이는 개별 튜닝된 공진기뿐만 아니라 수신 측에서 신호를 분리하기 위한 필터도 필요하다. 조화 전신은 송신 측에서 전자기적으로 구동되는 튜닝된 리드를 사용하여 이를 달성했으며, 이는 수신 측에서 유사한 리드를 진동시킨다. 송신기와 동일한 공진 주파수를 가진 리드만이 수신 측에서 상당한 정도로 진동한다.
덧붙여, 조화 전신은 벨에게 전화의 아이디어를 직접적으로 제시했다. 리드는 소리를 전기 신호로 변환하는 트랜스듀서로 볼 수 있다. 조화 전신에 대한 이러한 관점에서 음성을 전기 신호로 변환할 수 있다는 생각으로 이어지는 것은 큰 도약이 아니다.

### 초기 다중화

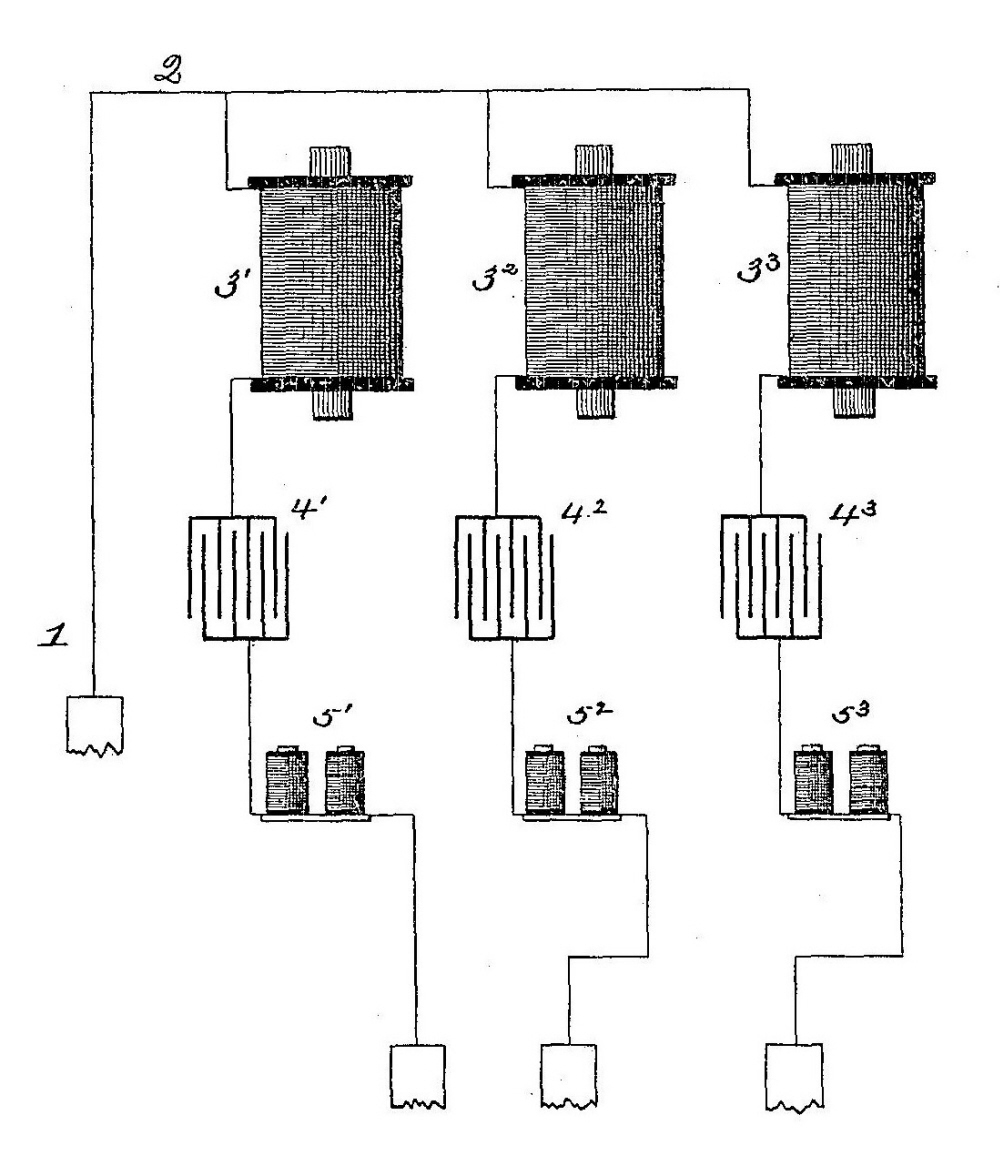
후틴과 레블랑의 1891년 다중 전신 필터로 필터링에 공진 회로를 사용한 것을 보여준다.

1890년대에는 전기 공명이 훨씬 더 널리 이해되었고 기술자의 도구 상자의 일반적인 부분이 되었다. 1891년에 후틴과 레블랑은 공진 회로 필터를 사용한 전화 회로용 FDM 방식을 특허받았다. 유사한 아이디어를 가진 마이클 푸핀과 존 스톤 스톤은 1892년에 경쟁 특허를 출원했으며, 최종적으로 푸핀에게 우선권이 부여되었다. 그러나 단순한 공진 회로 필터만 사용하는 방식으로는 허용할 수 없는 음성 대역폭 제한이나 다중화의 이점을 비경제적으로 만드는 너무 넓은 채널 간격 없이 전화 채널의 더 넓은 대역폭을 성공적으로 다중화(즉, 결합)할 수 없다 (전신과 달리).
이러한 어려움의 근본적인 기술적 이유는 단순 필터의 주파수 응답이 공진점으로부터 멀리 떨어져 있을 때 6 dB/옥타브 감소에 접근한다는 것이다. 이것은 전화 채널이 주파수 스펙트럼에 나란히 압축될 경우, 주어진 채널에 인접 채널로부터 누화가 발생한다는 것을 의미한다. 필요한 것은 요구되는 통과대역에서 낮은 Q 공진 회로처럼 평탄한 주파수 응답을 갖지만, 통과대역에서 저지대역으로의 전환에서 고Q 공진 회로처럼 응답이 빠르게 감소하는(6 dB/옥타브보다 훨씬 빠르게) 훨씬 더 정교한 필터이다. 분명히, 이것들은 단일 공진 회로로 충족하기에는 모순적인 요구 사항이다. 이러한 요구에 대한 해결책은 전송선 이론에 기반했으며, 결과적으로 필요한 필터는 이 이론이 완전히 개발될 때까지 사용할 수 없었다. 이 초기 단계에서는 신호 대역폭의 개념, 따라서 이에 맞추기 위한 필터의 필요성이 완전히 이해되지 않았다. 실제로 대역폭의 개념이 완전히 확립된 것은 1920년이 되어서였다. 초기 라디오에서는 Q 인자, 선택도 및 튜닝 개념으로 충분했다. 이것은 다음 섹션에서 설명하는 이미지 필터가 기반으로 하는 전송선로의 개발 이론으로 모두 바뀌었다.

세기가 바뀔 무렵 전화선이 보급되자, 전화선에 접지 귀선 팬텀 회로를 이용하여 전신을 추가하는 것이 인기를 끌었다. 전화선에 전신 클릭 소리가 들리지 않도록 LC 필터가 필요했다. 1920년대부터 전화선 또는 이 목적에 전용된 평형선은 오디오 주파수에서 FDM 전신에 사용되었다. 영국에서 이러한 시스템 중 첫 번째는 런던과 맨체스터 간의 지멘스와 할스케 설치였다. GEC 및 AT&T도 FDM 시스템을 갖추고 있었다. 송수신 신호에는 별도의 쌍이 사용되었다. 지멘스와 GEC 시스템은 각 방향에 6개의 전신 채널이 있었고, AT&T 시스템은 12개 채널이 있었다. 이 모든 시스템은 전자 발진기를 사용하여 각 전신 신호에 대해 다른 반송파를 생성했으며, 수신 측에서 다중화된 신호를 분리하기 위해 대역 통과 필터 뱅크가 필요했다.

## 전송선로 이론

옴의 전송선로 모델은 단순히 저항이었다.

켈빈 경의 전송선로 모델은 전기 용량과 그로 인한 분산을 고려했다. 이 다이어그램은 무한소 요소를 사용하여 켈빈의 모델을 현대 용어로 번역한 것이지만, 켈빈이 실제로 사용한 접근 방식은 아니었다.

헤비사이드의 전송선로 모델. 세 다이어그램 모두에서 L, R, C 및 G는 주요 선 상수이다. 무한소 δL, δR, δC 및 δG는 각각 Lδx, Rδx, Cδx 및 Gδx로 이해해야 한다.

전송선로의 가장 초기 모델은 아마도 게오르크 옴(1827)에 의해 설명되었을 것이다. 그는 도선의 저항이 길이에 비례한다는 것을 확립했다. 따라서 옴 모델은 저항만 포함했다. 래티머 클라크는 케이블을 따라 신호가 지연되고 늘어나는 것을 관찰했는데, 이는 현재는 분산이라고 불리지만 당시에는 지연이라고 불린 바람직하지 않은 형태의 왜곡이었다. 마이클 패러데이(1853)는 이것이 전송선로에 존재하는 전기 용량 때문이라는 것을 확립했다. 켈빈 경(1854)은 초기 대서양 케이블 작업에서 필요한 정확한 수학적 설명을 발견했다. 그는 금속 막대를 따라 열 펄스 전도와 동일한 방정식에 도달했다. 이 모델은 저항과 전기 용량만 포함하지만, 전기 용량 효과가 지배적인 해저 케이블에는 이것만으로도 충분했다. 켈빈의 모델은 케이블의 전신 신호 속도에 제한을 예측했지만, 켈빈은 여전히 대역폭 개념을 사용하지 않았다. 제한은 전신 심볼의 분산으로 완전히 설명되었다. 전송선로의 수학적 모델은 올리버 헤비사이드에 이르러서야 가장 완벽하게 발전했다. 헤비사이드(1881)는 직렬 유도계수와 병렬 전도율을 모델에 도입하여 총 네 가지 분포정수회로를 만들었다. 이 모델은 현재 전신 방정식으로 알려져 있으며, 분포정수회로 매개변수는 주요 선 상수라고 불린다.
헤비사이드의 연구(1887)에서 전신선, 특히 전화선의 성능은 선로에 인덕턴스를 추가함으로써 향상될 수 있다는 것이 명확해졌다. AT&T의 조지 캠벨은 이 아이디어를 선로를 따라 일정한 간격으로 가입자 코일을 삽입함으로써 구현했다(1899). 캠벨은 통과대역에서 선로의 특성에 대한 원하는 개선뿐만 아니라 상당한 감쇠 없이는 신호가 통과할 수 없는 특정 주파수도 존재한다는 것을 발견했다. 이것은 가입자 코일과 선로 커패시턴스가 로우패스 필터를 형성하는 결과로, 이는 집중정수회로와 같은 가입자 코일을 포함하는 선로에서만 명확하게 나타나는 효과이다. 이것은 자연스럽게 캠벨(1910)이 사다리 토폴로지를 가진 필터를 생산하게 이끌었다. 이 필터의 회로도를 한눈에 보면 가입자 전송선과의 관계를 알 수 있다. 가입자선에서 차단 현상은 바람직하지 않은 부작용이지만, 전화 FDM 필터에는 정확히 필요한 것이다. 이 응용을 위해 캠벨은 인덕터와 커패시터를 각각 공진기와 반공진기로 대체하여 동일한 사다리 토폴로지로 대역 필터를 생산했다. 가입자선과 FDM 모두 AT&T에 경제적으로 큰 이익을 가져다주었고, 이것은 이 시점부터 필터링이 빠르게 발전하게 이끌었다.

## 이미지 필터

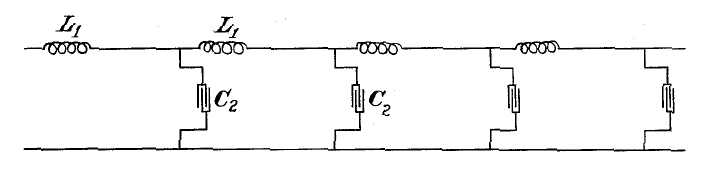
캠벨의 1915년 특허에 나오는 로우패스 버전의 필터 스케치로, 사다리 발판에 커패시터와 사다리 기둥에 인덕터가 있는 이제는 일반적인 사다리 토폴로지를 보여준다. 더 현대적인 설계의 필터도 종종 캠벨이 사용한 것과 동일한 사다리 토폴로지를 채택한다. 외관상 유사하지만, 실제로는 매우 다르다는 것을 이해해야 한다. 사다리 구조는 캠벨 필터에 필수적이며 모든 섹션은 동일한 요소 값을 가진다. 현대적인 설계는 어떤 수의 토폴로지로도 구현될 수 있으며, 사다리 토폴로지를 선택하는 것은 단지 편의 문제이다. 그들의 응답은 캠벨의 것과 상당히 다르며 (더 좋음), 일반적으로 모든 요소 값이 다를 것이다.

캠벨이 설계한 필터는 특정 파를 통과시키고 다른 파를 강력하게 거부하는 특성 때문에 파동 필터라고 명명되었다. 이 필터를 설계하는 방법은 이미지 매개변수법이라고 불렸고 이 방법으로 설계된 필터를 이미지 필터라고 한다. 이미지 방법은 기본적으로 동일한 필터 섹션의 무한 체인의 전달 상수를 개발한 다음 원하는 유한한 수의 필터 섹션을 이미지 임피던스로 종단하는 것으로 구성된다. 이는 유한 길이의 전송선로 속성이 무한 선로의 이론적 속성으로부터 파생되는 방식과 정확히 일치하며, 이미지 임피던스는 선로의 특성 임피던스에 해당한다.
1920년부터 AT&T에서 일하던 존 랜쇼 카슨은 기본적으로 주파수 영역에서 작동하는 헤비사이드의 연산 미적분학을 사용하여 신호를 보는 새로운 방식을 개발하기 시작했다. 이것은 AT&T 엔지니어들에게 그들의 필터가 작동하는 방식에 대한 새로운 통찰력을 제공했고, 오토 조벨은 많은 개선된 형태를 발명하게 되었다. 카슨과 조벨은 많은 옛 아이디어를 꾸준히 무너뜨렸다. 예를 들어 옛날 전신 엔지니어들은 신호를 단일 주파수로 생각했고, 이 아이디어는 카슨의 1922년 논문이 출판될 때까지 기저 대역 신호보다 더 작은 대역폭으로 주파수 변조(FM) 전송을 달성할 수 있다고 여전히 믿는 일부 사람들과 함께 라디오 시대까지 지속되었다. 또 다른 발전은 잡음의 특성에 관한 것이었다. 카슨과 조벨(1923)은 잡음을 연속적인 대역폭을 가진 무작위 과정으로 취급했다. 이는 당시로서는 매우 앞선 생각이었다. 따라서 필터링으로 제거할 수 있는 잡음의 양은 통과 대역 밖에 있는 잡음 스펙트럼의 부분으로 제한되었다. 이것 또한 처음에는 일반적으로 받아들여지지 않았으며, 특히 에드윈 암스트롱 (아이러니하게도 실제로 광대역 FM으로 잡음을 줄이는 데 성공했다)의 반대에 부딪혔고, 해리 나이퀴스트의 연구에 이르러서야 마침내 해결되었다. 그의 열잡음 전력 공식은 오늘날 잘 알려져 있다.
이미지 필터와 그 작동 이론에는 오토 조벨에 의해 몇 가지 개선이 이루어졌다. 조벨은 캄벨의 필터를 나중에 개발된 형태, 특히 조벨의 m-유도 필터 (또는 m-형 필터)와 구별하기 위해 정수 k 필터 (또는 k-형 필터)라는 용어를 만들었다. 조벨이 이러한 새로운 형태로 해결하려 했던 특정 문제는 종단 장치와의 임피던스 매칭 및 롤오프의 가파른 기울기 개선이었다. 이러한 개선은 필터 회로 복잡성 증가의 대가로 달성되었다.
이미지 필터를 생성하는 보다 체계적인 방법은 헨드릭 보드(1930)에 의해 도입되었고, 필로티(1937~1939)와 빌헬름 카우어(1934~1937)를 포함한 여러 다른 연구자들에 의해 더 발전되었다. 특정 회로의 동작(전달 함수, 감쇠 함수, 지연 함수 등)을 열거하는 대신 이미지 임피던스 자체에 대한 요구 사항이 개발되었다. 이미지 임피던스는 필터의 개방 회로 및 단락 회로 임피던스를 {\displaystyle \scriptstyle Z_{i}={\sqrt {Z_{o}Z_{s}}}}로 표현할 수 있다. 이미지 이론에 따르면 이미지 임피던스는 통과 대역에서 실수이고 정지 대역에서 허수이어야 하므로 Zo와 Zs의 극점과 영점은 통과 대역에서 상쇄되고 정지 대역에서 일치해야 한다. 필터의 동작은 이러한 극점과 영점 쌍의 복소평면에서의 위치로 완전히 정의될 수 있다. 필요한 극점과 영점을 가진 모든 회로는 필요한 응답을 가질 것이다. 카우어는 이 기술에서 발생하는 두 가지 관련 질문을 추구했다. 즉, 어떤 극점과 영점 사양이 수동 필터로 실현 가능한지, 그리고 어떤 실현이 서로 등가인지이다. 이 작업의 결과는 카우어가 새로운 접근 방식, 즉 현재 네트워크 합성이라고 불리는 접근 방식을 개발하게 이끌었다.
이 필터 설계의 "극점과 영점" 관점은 서로 다른 주파수에서 작동하는 필터 뱅크가 모두 동일한 전송선로에 연결될 때 특히 유용했다. 이전 접근 방식으로는 이 상황을 제대로 처리할 수 없었지만, 극점과 영점 접근 방식은 결합된 필터에 대해 일정한 임피던스를 지정함으로써 이를 포괄할 수 있었다. 이 문제는 원래 FDM 전화와 관련이 있었지만, 현재는 라우드스피커 크로스오버 필터에서 자주 발생한다.

## 네트워크 합성 필터
네트워크 합성의 본질은 필요한 필터 응답으로 시작하여 해당 응답을 제공하거나 지정된 경계 내에서 근사화하는 네트워크를 생성하는 것이다. 이것은 주어진 네트워크로 시작하여 다양한 전기 회로 이론을 적용하여 네트워크의 응답을 예측하는 네트워크 분석의 역순이다. 이 용어는 위크윙 리의 박사 학위 논문(1930)에서 처음 사용되었으며, 버니바 부시와의 대화에서 유래한 것으로 보인다. 이전 방법에 비해 네트워크 합성의 장점은 설계 사양을 정확하게 충족하는 솔루션을 제공한다는 것이다. 이는 이미지 필터의 경우에는 해당되지 않는다. 이미지 필터는 자체 이미지 임피던스로 종단될 때만 설계 사양을 충족하며, 이를 위해서는 정확한 회로가 필요하기 때문에 설계에는 어느 정도의 경험이 필요하다. 반면에 네트워크 합성은 설계되는 네트워크에 종단 임피던스를 포함하여 단순히 처리한다.
네트워크 합성이 가능하려면 네트워크 분석의 발전이 필요했다. 구스타프 키르히호프 등의 정리와 찰스 스타인메츠의 아이디어(파서) 및 아서 케넬리의 아이디어(복소 임피던스)는 기초를 닦았다. 포트의 개념도 이론 발전에 중요한 역할을 했으며, 네트워크 단자보다 더 유용한 아이디어로 입증되었다. 네트워크 합성으로 가는 첫 번째 이정표는 로널드 M. 포스터(1924)의 중요한 논문이었다. 그는 논문 '리액턴스 정리'에서 발전기에 연결된 임피던스, 즉 구동점 임피던스의 개념을 소개한다. 이 임피던스에 대한 표현은 필터의 응답을 결정하며 그 반대도 마찬가지이다. 이 표현을 확장함으로써 필터의 실현을 얻을 수 있다. 어떤 임의의 임피던스 표현도 네트워크로 실현할 수는 없다. 포스터 리액턴스 정리는 실현 가능성에 대한 필요충분조건을 제시한다. 즉, 리액턴스는 주파수에 따라 대수적으로 증가해야 하고, 극점과 영점은 교대로 나타나야 한다.
빌헬름 카우어는 포스터의 연구(1926)를 확장했으며, 주어진 주파수 함수를 가진 1포트 임피던스의 실현에 대해 처음으로 이야기했다. 포스터의 작업은 리액턴스만 고려했다(즉, LC 형태의 회로만). 카우어는 이것을 모든 2요소 형태의 1포트 네트워크로 일반화했으며, 그들 사이에는 동형성이 있음을 발견했다. 그는 또한 토마스 스틸티스의 연속 분수 전개를 사용한 네트워크의 사다리 실현을 발견했다. 이 작업은 네트워크 합성이 구축된 기반이 되었지만, 카우어의 작업은 처음에는 엔지니어들에게 많이 사용되지 않았다. 부분적으로는 제2차 세계 대전의 개입 때문이었고, 부분적으로는 다음 섹션에서 설명하는 이유 때문이었으며, 부분적으로는 카우어가 상호 결합된 인덕터와 이상적인 변압기를 요구하는 토폴로지를 사용하여 결과를 제시했기 때문이다. 설계자는 가능하면 상호 인덕턴스와 변압기의 복잡성을 피하는 경향이 있다. 비록 변압기 결합 이중 조정 증폭기는 선택도를 희생하지 않고 대역폭을 넓히는 일반적인 방법이지만 말이다.

## 이미지 방법 대 합성
이미지 필터는 우수한 네트워크 합성 기술이 사용 가능해진 후에도 설계자들에게 오랫동안 사용되었다. 그 이유 중 일부는 단순히 관성 때문일 수도 있지만, 네트워크 합성 필터에 필요한 더 많은 계산 때문이기도 했다. 이는 종종 수학적 반복 과정이 필요했다. 이미지 필터는 가장 단순한 형태로 동일한 섹션이 반복되는 체인으로 구성된다. 섹션을 더 추가하는 것만으로 설계가 개선될 수 있으며, 초기 섹션을 생성하는 데 필요한 계산은 "봉투 뒷면" 설계 수준이다. 반면에 네트워크 합성 필터의 경우 필터 전체가 하나의 단일 엔티티로 설계되며, 섹션을 더 추가하려면(즉, 차수를 늘리려면) 설계자는 처음으로 돌아가서 다시 시작할 수밖에 없다. 합성된 설계의 장점은 실제적이지만, 숙련된 이미지 설계자가 달성할 수 있는 것에 비해 압도적이지 않으며, 많은 경우 시간 소모적인 계산을 생략하는 것이 더 비용 효율적이었다. 이것은 현대의 컴퓨팅 능력 가용성에서는 문제가 되지 않지만, 1950년대에는 존재하지 않았고, 1960년대와 1970년대에는 비용이 많이 들었으며, 1980년대 데스크톱 개인용 컴퓨터의 등장으로 모든 설계자에게 널리 보급되기까지는 오랜 시간이 걸렸다. 이미지 필터는 그 시점까지 계속 설계되었으며, 많은 필터가 21세기까지 서비스 상태로 남아 있었다.
네트워크 합성 방법의 계산적 어려움은 프로토타입 필터의 부품 값을 표로 작성한 다음 주파수와 임피던스를 스케일링하고 대역 형태를 실제로 필요한 것으로 변환함으로써 해결되었다. 이러한 종류의 접근 방식 또는 이와 유사한 접근 방식은 예를 들어 조벨과 같은 이미지 필터에서도 이미 사용되었다. 그러나 "참조 필터" 개념은 시드니 달링턴에게 기인한다. 달링턴(1939)은 또한 네트워크 합성 프로토타입 필터의 값을 표로 작성한 최초의 인물이었지만, 카우어-달링턴 타원 필터가 사용되기 시작한 것은 1950년대에 이르러서였다.
일단 계산 능력이 쉽게 가용하게 되자, 임의의 매개 변수(예: 시간 지연 또는 부품 변동에 대한 허용 오차)를 최소화하도록 필터를 쉽게 설계할 수 있게 되었다. 이미지 방법의 어려움은 과거에 확실히 사라졌고, 프로토타입의 필요성조차도 거의 불필요해졌다. 또한, 활성 필터의 등장은 계산적 어려움을 완화했다. 섹션을 분리할 수 있었고 반복 과정이 일반적으로 필요하지 않았기 때문이다.

## 실현 가능성 및 등가성
실현 가능성(즉, 어떤 함수가 실제 임피던스 네트워크로 실현 가능한지)과 등가성(어떤 네트워크가 등가적으로 동일한 함수를 가지는지)은 네트워크 합성에서 두 가지 중요한 질문이다. 라그랑주 역학과의 유추를 따라 카우어는 행렬 방정식을 형성했다.
{\displaystyle \mathbf {[A]} =s^{2}\mathbf {[L]} +s\mathbf {[R]} +\mathbf {[D]} =s\mathbf {[Z]} }
여기서 [Z], [R], [L] 및 [D]는 각각 n-메시 네트워크의 임피던스, 저항, 유도계수 및 일래스턴스의 nxn 행렬이고, s는 복소수 주파수 연산자 {\displaystyle \scriptstyle s=\sigma +i\omega }이다. 여기서 [R], [L] 및 [D]는 각각 기계 시스템의 운동 에너지, 위치 에너지 및 소산 열 에너지에 해당하는 에너지를 가지고 있으며, 역학에서 이미 알려진 결과가 여기에 적용될 수 있다. 카우어는 라그랑주 승수법으로 구동점 임피던스를 결정했다.
{\displaystyle Z_{\mathrm {p} }(s)={\frac {\det \mathbf {[A]} }{s\,a_{11}}}}
여기서 a11은 1포트가 연결될 요소 A11의 여수이다. 안정성 이론으로부터 카우어는 이상적인 변압기가 제외되지 않는 한 Zp(s)가 실현 가능하기 위해 [R], [L] 및 [D]가 모두 양의 정부호 행렬이어야 한다는 것을 발견했다. 실현 가능성은 그렇지 않으면 토폴로지의 실제적인 한계에 의해서만 제한된다. 이 작업은 오토 브루네(1931) 덕분이기도 하다. 그는 카우어가 독일로 돌아가기 전에 미국에서 카우어와 함께 일했다. 카우어(1929) 덕분에 알려진 1포트 유리 임피던스의 실현 가능성에 대한 조건은 우반평면(σ>0)에서 해석적이며, 우반평면에서 양의 실수부를 갖고, 실수축에서 실수를 가져야 한다는 것이다. 이것은 이러한 함수의 푸아송 적분 표현에서 비롯된다. 브루네는 이 종류의 함수에 대해 양의 실수라는 용어를 만들었고, 이것이 필요충분조건임을 입증했으며(카우어는 필요성만 증명했다), 이 연구를 LC 멀티포트로 확장했다. 시드니 달링턴의 정리에 따르면, 모든 양의 실수 함수 Z(s)는 양의 저항 R로 종단된 무손실 2포트로 실현될 수 있다. 지정된 응답을 실현하기 위해 네트워크 내에 저항은 필요하지 않다.
등가성에 대해, 카우어는 실수 아핀 변환의 그룹이 다음과 같이 Zp(s)에서 불변이라는 것을 발견했다.
{\displaystyle \mathbf {[T]} ^{T}\mathbf {[A]} \mathbf {[T]} }
여기서,
{\displaystyle \mathbf {[T]} ={\begin{bmatrix}1&0\cdots 0\\T_{21}&T_{22}\cdots T_{2n}\\\cdot &\cdots \\T_{n1}&T_{n2}\cdots T_{nn}\end{bmatrix}}}
즉, 변환된 모든 네트워크는 원본의 등가물이다.

## 근사법
네트워크 합성에서의 근사 문제는 임의로 설정된 한계 내에서 특정 주파수 함수에 근접하는 실현 가능한 네트워크를 생성하는 함수를 찾는 것이다. 이상적인 주파수 함수는 합리적인 네트워크로는 일반적으로 달성할 수 없으므로 근사 문제는 중요한 문제이다. 예를 들어, 이상적인 함수는 종종 통과 대역에서 달성 불가능한 무손실 전송, 정지 대역에서 무한 감쇠, 그리고 둘 사이의 수직 전환으로 간주된다. 그러나 이상적인 함수는 차수가 높을수록 이상에 점점 더 가까워지는 유리 함수로 근사화할 수 있다. 이 문제를 처음 해결한 사람은 그의 버터워스 다항식을 사용한 스티븐 버터워스 (1930)이었다. 독립적으로 카우어 (1931)는 처음에는 이미지 필터에 적용되었지만, 지금은 잘 알려진 이 필터의 사다리 구현에는 적용되지 않은 체비쇼프 다항식을 사용했다.

### 버터워스 필터
버터워스 필터는 스티븐 버터워스(1930) 덕분에 중요한 필터 클래스이다. 이는 현재 카우어의 타원 필터의 특수한 경우로 인정받고 있다. 버터워스는 카우어의 연구와 독립적으로 이 필터를 발견했으며, 그의 버전에서는 각 섹션을 다음 섹션과 진공관 증폭기로 분리했다. 이는 필터 섹션이 서로 상호 작용할 수 없었고 각 섹션이 버터워스 다항식의 한 항을 나타내므로 부품 값 계산이 용이했다. 이것은 버터워스가 이미지 매개변수 이론에서 처음으로 벗어나고 활성 필터를 처음으로 설계한 공로를 인정받게 했다. 버터워스 필터는 나중에 증폭기 없이 사다리 토폴로지로 구현될 수 있음이 입증되었다. 아마도 이것을 처음으로 수행한 사람은 윌리엄 베넷(1932)일 것이다. 그는 현대적인 부품 값과 동일한 공식을 제시하는 특허를 받았다. 그러나 베넷은 이 단계에서는 여전히 인공 전송선으로 설계를 논의하고 있으며, 따라서 현재 네트워크 합성 설계로 간주되는 것을 생산했음에도 불구하고 이미지 매개변수 접근 방식을 채택하고 있다. 그는 또한 버터워스의 작업이나 그들 간의 연결을 알지 못하는 것으로 보인다.

### 삽입 손실 방법
필터를 설계하는 삽입 손실 방법은 본질적으로 필터가 종단 간에 삽입될 때 신호의 감쇠로서 원하는 주파수 함수를 지정하는 것이다. 이는 이상적인 변압기를 통해 종단이 서로 연결되었을 때 받을 수 있었던 수준에 상대적이다. 이 이론의 버전은 시드니 달링턴, 빌헬름 카우어 및 기타 여러 연구자들이 다소 독립적으로 작업하여 개발되었으며, 종종 네트워크 합성의 동의어로 간주된다. 버터워스의 필터 구현은 이러한 용어로는 삽입 손실 필터이지만, 버터워스가 사용한 활성 증폭기가 각 단계가 개별적으로 저항 부하에 대해 작동하도록 보장했기 때문에 수학적으로는 비교적 사소한 것이다. 버터워스의 필터는 완전히 수동 부품으로 구현될 때 비사소한 예시가 된다. 삽입 손실 방법에 영향을 미친 이전의 필터는 노턴의 듀얼 밴드 필터였다. 여기서 두 필터의 입력은 병렬로 연결되고, 결합된 입력이 일정한 저항을 제시하도록 설계되었다. 노턴의 설계 방법과 카우어의 정규 LC 네트워크 및 달링턴의 정리(필터 본체에는 LC 구성 요소만 필요하다는 정리)는 삽입 손실 방법으로 이어졌다. 그러나 사다리 토폴로지는 카우어의 정규 형식보다 더 실용적인 것으로 입증되었다.
달링턴의 삽입 손실 방법은 노턴이 사용한 절차의 일반화이다. 노턴의 필터에서는 각 필터가 공통 끝에서 종료되지 않은 별도의 필터와 등가임을 보여줄 수 있다. 달링턴의 방법은 양쪽 끝에서 종료된 2포트 LC 네트워크의 더 간단하고 일반적인 경우에 적용된다. 이 절차는 다음 단계로 구성된다.
1. 지정된 삽입 손실 함수의 극점을 결정한다.
2. 이를 통해 복소 전달 함수를 찾는다.
3. 이를 통해 종단 저항에서의 복소 반사 계수를 찾는다.
4. 단락 회로 및 개방 회로 임피던스[note 13]로부터 구동점 임피던스를 찾는다.
5. 구동점 임피던스를 LC (보통 사다리) 네트워크로 확장한다.

달링턴은 또한 이상적이지 않은 부품을 사용하더라도 모두 동일한 Q를 가진 필터의 응답을 예측한 헨드릭 보드가 발견한 변환을 추가로 사용했다. 달링턴은 이 변환을 역으로 사용하여 이상적이지 않은 부품으로 지정된 삽입 손실을 가진 필터를 생성했다. 이러한 필터는 이상적인 삽입 손실 응답과 모든 주파수에서 평탄한 감쇠를 가진다.

### 타원 필터
타원 필터는 삽입 손실 방법으로 생성된 필터이며, 이상적인 필터 응답에 대한 근사치로 타원 유리 함수를 사용하여 전달 함수에 표현한다. 결과는 체비셰프 근사라고 불린다. 이것은 카우어가 이미지 필터에 사용한 체비셰프 근사 기법과 동일하지만, 달링턴 삽입 손실 설계 방법을 따르며 약간 다른 타원 함수를 사용한다. 카우어는 제2차 세계 대전 전에 달링턴 및 벨 연구소와 약간의 접촉이 있었다(한동안 그는 미국에서 일했다). 그러나 전쟁 중에는 독립적으로 작업했으며, 경우에 따라 동일한 발견을 하기도 했다. 카우어는 체비셰프 근사를 벨 연구소에 공개했지만 증명을 남기지는 않았다. 세르게이 알렉산더 셸쿠노프가 이를 증명하고 모든 동일 리플 문제로 일반화했다. 타원 필터는 여러 다른 중요한 클래스를 특수한 경우로 포함하는 일반적인 필터 클래스이다. 즉, 카우어 필터(통과 대역과 정지 대역 모두에서 동일한 리플), 체비셰프 필터(통과 대역에서만 리플), 역 체비셰프 필터(정지 대역에서만 리플), 버터워스 필터(어느 대역에서도 리플 없음)이다.
일반적으로 전송 영점과 무한 손실이 모두 복소수 주파수 평면의 실수 축에 있는 삽입 손실 필터(최소 부품 수를 위해 일반적으로 그렇다)의 경우 삽입 손실 함수는 다음과 같이 쓸 수 있다.
{\displaystyle {\frac {1}{1+JF^{2}}}}
여기서 F는 주파수의 짝수(결과적으로 반대칭 필터) 또는 홀수(결과적으로 대칭 필터) 함수이다. F의 영점은 영 손실에 해당하고 F의 극점은 전송 영점에 해당한다. J는 통과 대역 리플 높이와 정지 대역 손실을 설정하며, 이 두 설계 요구 사항은 서로 교환될 수 있다. F와 J의 영점과 극점은 임의로 설정할 수 있다. F의 특성이 필터 클래스를 결정한다.
- F가 체비셰프 근사이면 결과는 체비셰프 필터이다.
- F가 최대 평탄 근사이면 결과는 통과 대역 최대 평탄 필터이다.
- 1/F가 체비셰프 근사이면 결과는 역 체비셰프 필터이다.
- 1/F가 최대 평탄 근사이면 결과는 정지 대역 최대 평탄 필터이다.

카우어의 동일 리플 타원 필터와 같이 통과 대역과 정지 대역에서 동시에 체비셰프 응답이 가능하다.
달링턴은 뉴욕 시립 도서관에서 1829년 라틴어로 출판된 카를 자코비의 타원 함수 원본 논문을 발견했다고 회상한다. 이 논문에서 달링턴은 카우어의 이미지 매개변수와 달링턴의 삽입 손실 필터 모두에 대한 체비셰프 근사에 필요한 정확한 타원 함수 변환 접이식 표를 발견하고 놀랐다.

### 기타 방법
달링턴은 결합된 동조 회로의 토폴로지를 삽입 손실 방법과는 별도의 근사 기법으로 간주하지만, 명목상 평탄한 통과 대역과 높은 감쇠 정지 대역을 생성한다. 이러한 회로의 가장 일반적인 토폴로지는 직렬 커패시터, 드물게 인덕터, 또는 2단 필터의 경우 상호 인덕턴스로 결합된 션트 반공진기이다. 이들은 설계 요구 사항이 너무 엄격하지 않은 경우, 즉 적당한 대역폭, 롤오프 및 통과 대역 리플에 가장 유용하다.

## 기타 주요 개발 및 응용

### 기계 필터

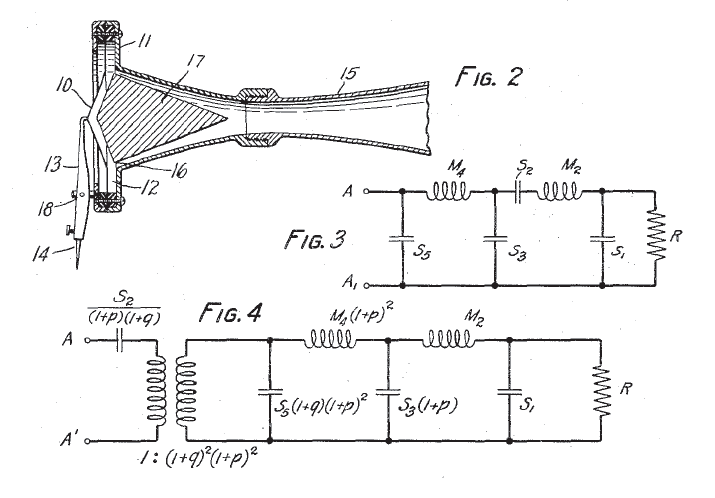
노턴의 기계 필터와 그 전기 등가 회로. 두 개의 등가 회로가 표시되어 있다. "그림 3"은 기계 부품의 물리적 관계와 직접적으로 일치한다. "그림 4"는 잘 알려진 변환을 반복적으로 적용하여 얻은 등가 변환 회로이다. 그 목적은 필터 본체에서 직렬 공진 회로를 제거하고 간단한 LC 사다리 네트워크를 남기는 것이다.

에드워드 로리 노턴, 1930년경, 축음기 녹음기 및 재생기에 사용하기 위한 기계 필터를 설계했다. 노턴은 전기 도메인에서 필터를 설계한 다음 기계 양과 전기 양의 대응 관계를 사용하여 기계 부품으로 필터를 구현했다. 질량은 유도계수에, 뻣뻣함은 일래스턴스에, 감쇠는 저항에 해당한다. 필터는 최대 평탄 주파수 응답을 갖도록 설계되었다.
현대적인 설계에서는 특히 협대역 필터링 응용 분야에 수정 필터를 사용하는 것이 일반적이다. 신호는 결정 내부에 있는 동안 기계적 음향 파동으로 존재하며, 결정 단자에서 트랜스듀서를 통해 전기적 및 기계적 도메인 사이에서 변환된다.

### 분포정수회로 필터
분포정수회로 필터는 파장의 상당한 부분 이상 길이의 전송선로로 구성된다. 최초의 비전기 필터는 모두 이 유형이었다. 예를 들어 윌리엄 허셜(1738~1822)은 다른 주파수는 통과시키지 않지만 일부 주파수는 감쇠시키는 길이가 다른 두 개의 튜브를 가진 장치를 제작했다. 조제프루이 라그랑주(1736~1813)는 주기적으로 무게가 실린 줄의 파동을 연구했다. 이 장치는 라그랑주나 나중에 찰스 고드프리와 같은 연구자들에 의해 필터로 연구되거나 사용된 적이 없다. 그러나 캠벨은 고드프리의 결과를 유추하여 자신의 가입자선에 필요한 가입자 코일 수를 계산했으며, 이 장치는 그의 전기 필터 개발로 이어졌다. 라그랑주, 고드프리, 캠벨은 모두 계산에서 장치의 분포적 특성을 무시하는 단순화된 가정을 했다. 결과적으로 그들의 모델은 모든 분포정수회로 필터의 특징인 다중 통과 대역을 보여주지 않았다. 분포정수회로 원리에 의해 진정으로 설계된 최초의 전기 필터는 1927년에 시작된 워런 P. 메이슨 덕분이다.

### 횡단 필터
횡단 필터는 일반적으로 수동 구현과 관련이 없지만, 1935년 위너와 위크윙 리의 특허에서 올패스 필터 섹션 캐스케이드로 구성된 필터를 설명하는 개념을 찾을 수 있다. 다양한 섹션의 출력은 필요한 주파수 함수를 생성하는 데 필요한 비율로 합산된다. 이는 특정 주파수가 다른 섹션에서 역위상 또는 역위상에 가깝게 되어 추가될 때 상쇄되는 원리로 작동한다. 이것이 필터에 의해 거부되는 주파수이며, 매우 가파른 차단 특성을 가진 필터를 생성할 수 있다. 이 접근 방식은 즉각적인 응용을 찾지 못했으며, 수동 필터에서는 흔하지 않다. 그러나 이 원리는 텔레비전, 레이더 및 고속 데이터 전송과 같은 광대역 이산 시간 필터 응용을 위한 활성 지연선 구현으로 많은 응용 분야를 찾고 있다.

### 정합 필터
정합 필터의 목적은 펄스 형태를 희생하면서 신호 대 잡음비 (S/N)를 최대화하는 것이다. 펄스 형태는 다른 많은 응용 분야와 달리 레이더에서는 중요하지 않지만, S/N은 성능의 주요 제약 사항이다. 이 필터는 제2차 세계 대전 중(1943년 설명) 드와이트 노스에 의해 도입되었으며, 종종 그의 이름을 따서 "노스 필터"라고 불린다.

### 제어 시스템용 필터
제어 시스템은 피드백 루프에 스무딩 필터가 필요하며, 기계 시스템이 정해진 목표에 도달하는 속도를 최대화하고 동시에 오버슈트 및 잡음으로 인한 움직임을 최소화하는 기준이 필요하다. 여기서 핵심적인 문제는 잡음 배경에서 가우스 신호를 추출하는 것이다. 이 주제에 대한 초기 논문은 제2차 세계 대전 중 노버트 위너가 대공 사격 통제 아날로그 컴퓨터에 대한 특정 응용과 함께 출판했다. 루디 칼만(칼만 필터)은 나중에 이를 상태 공간 평활화 및 예측 관점에서 재구성했으며, 이는 선형 이차 가우스 제어 문제로 알려져 있다. 칼만은 상태 공간 솔루션에 대한 관심을 시작했지만, 달링턴에 따르면 이 접근 방식은 헤비사이드와 그 이전의 작업에서도 찾을 수 있다.

## 현대적 관행
저주파에서 LC 필터는 다루기 어렵다. 부품, 특히 인덕터는 비싸고 부피가 크고 무거우며 이상적이지 않다. 실제적인 1 H 인덕터는 높은 투자율 코어에 많은 턴이 필요하며, 그 재료는 높은 손실과 안정성 문제(예: 큰 온도 계수)를 가질 것이다. 주전원 필터와 같은 응용 분야에서는 이러한 어려움을 감수해야 한다. 저수준, 저주파 응용 분야에서는 RC 필터가 가능하지만, 복소 극점 또는 영점을 가진 필터를 구현할 수는 없다. 응용 분야에 전력을 사용할 수 있다면 증폭기를 사용하여 복소 극점 및 영점을 가질 수 있는 RC 활성 필터를 만들 수 있다. 1950년대에는 살렌-키 활성 RC 필터가 진공관 증폭기로 만들어졌으며, 이러한 필터는 부피가 큰 인덕터를 부피가 크고 뜨거운 진공관으로 대체했다. 트랜지스터는 더 전력 효율적인 활성 필터 설계를 제공했다. 나중에 저렴한 연산 증폭기는 다른 활성 RC 필터 설계 토폴로지를 가능하게 했다. 활성 필터 설계는 저주파에서 일반적이었지만, 증폭기가 이상적이지 않은 고주파에서는 비실용적이었다. LC(및 전송선로) 필터는 여전히 무선 주파수에서 사용되었다.
점차적으로 저주파 활성 RC 필터는 연속 시간 도메인 대신 이산 시간 도메인에서 작동하는 스위치드 커패시터 필터로 대체되었다. 이러한 모든 필터 기술은 고성능 필터링을 위해 정밀 부품을 요구하며, 이는 종종 필터 튜닝을 요구한다. 조정 가능한 부품은 비싸고 튜닝 작업에 상당한 노동력이 소요될 수 있다. 7차 타원 필터의 극점과 영점을 튜닝하는 것은 간단한 작업이 아니다. 집적 회로는 디지털 연산을 저렴하게 만들었으므로 이제 저주파 필터링은 디지털 신호 처리기로 수행된다. 이러한 디지털 필터는 초정밀(및 안정적인) 값을 구현하는 데 문제가 없으므로 튜닝이나 조정이 필요 없다. 디지털 필터는 또한 개별 필터 섹션을 서로 차폐하고 불필요한 결합 경로에 대해 걱정할 필요가 없다. 단점은 디지털 신호 처리가 동등한 LC 필터보다 훨씬 많은 전력을 소비할 수 있다는 것이다. 저렴한 디지털 기술은 필터의 아날로그 구현을 대부분 대체했다. 그러나 주파수의 정교한 기능이 필요하지 않은 커플링과 같은 간단한 응용 분야에서는 여전히 가끔 자리를 차지하고 있다. 수동 필터는 마이크로파 주파수에서 여전히 선호되는 기술이다.

## 같이 보기
- 오디오 필터
- 복합 이미지 필터
- 디지털 필터
- 전자 필터
- 선형 필터
- 네트워크 합성 필터

## 참고 문헌
1. 1 2 3 4 5 6 7 8  Lundheim, p.24
2. ↑  L. J. Raphael, G. J. Borden, K. S. Harris, Speech science primer: physiology, acoustics, and perception of speech, p.113, Lippincott Williams & Wilkins 2006 ISBN 0-7817-7117-X
3. ↑  Joseph Henry, "On induction from ordinary electricity; and on the oscillatory discharge", Proceedings of the American Philosophical Society, vol 2, pp.193–196, 17 June 1842
4. ↑  Blanchard, pp.415–416
5. ↑  Hermann von Helmholtz, Uber die Erhaltung der Kraft (On the Conservation of Force), G Reimer, Berlin, 1847
6. ↑  Blanchard, pp.416–417
7. ↑  William Thomson, "On transient electric currents", Philosophical Magazine, vol 5, pp.393–405, June 1853
8. ↑  Blanchard, p.417
9. ↑  William Grove, "An experiment in magneto–electric induction", Philosophical Magazine, vol 35, pp.184–185, March 1868
10. ↑  James Clerk Maxwell, "On Mr Grove's experiment in magneto–electric induction", Philosophical Magazine, vol 35, pp. 360–363, May 1868
11. ↑  Blanchard, pp.416–421
12. ↑  Heinrich Hertz, "Electric waves", p.42, The Macmillan Company, 1893
13. ↑  Blanchard, pp.421–423
14. 1 2  Blanchard, p.425
15. ↑  M Hutin, M Leblanc, Multiple Telegraphy and Telephony, United States patent US0838545, filed 9 May 1894, issued 18 December 1906
16. ↑  Maurice Hutin, Maurice Leblanc, "Êtude sur les Courants Alternatifs et leur Application au Transport de la Force", La Lumière Electrique, 2 May 1891
17. ↑  Blanchard, pp.426–427
18. ↑  Lundheim (2002), p. 23
19. ↑  K. G. Beauchamp, History of telegraphy, pp. 84–85, Institution of Electrical Engineers, 2001 ISBN 0-85296-792-6
20. ↑  Georg Ohm, Die galvanische Kette, mathematisch bearbeitet, Riemann Berlin, 1827
21. ↑  Hunt, pp. 62–63
22. ↑  Thomas William Körner, Fourier analysis, p.333, Cambridge University Press, 1989 ISBN 0-521-38991-7
23. ↑  Brittain, p.39
Heaviside, O, Electrical Papers, vol 1, pp.139–140, Boston, 1925
24. ↑  Heaviside, O, "Electromagnetic Induction and its propagation", The Electrician, 3 June 1887
25. ↑  James E. Brittain, "The Introduction of the Loading Coil: George A. Campbell and Michael I. Pupin", Technology and Culture, Vol. 11, No. 1 (Jan., 1970), pp. 36–57, The Johns Hopkins University Press doi:10.2307/3102809
26. ↑  Darlington, pp.4–5
27. ↑  Bray, J, Innovation and the Communications Revolution, p 62, Institute of Electrical Engineers, 2002
28. ↑  George A, Campbell, Electric wave-filter, 미국 특허 1,227,113 , filed 15 July 1915, issued 22 May 1917.
29. 1 2  "History of Filter Theory", Quadrivium, retrieved 26 June 2009
30. 1 2  S. Darlington, "Synthesis of reactance 4-poles which produce prescribed insertion loss characteristics", Journal of Mathematics and Physics, vol 18, pp.257–353, September 1939
31. ↑  Matthaei, pp.49–51
32. ↑  Carson, J. R., "Notes on the Theory of Modulation" Procedures of the IRE, vol 10, No 1, pp.57–64, 1922 doi:10.1109/JRPROC.1922.219793
33. ↑  Carson, J R and Zobel, O J, "Transient Oscillation in Electric Wave Filters", Bell System Technical Journal, vol 2, July 1923, pp.1–29
34. ↑  Lundheim, pp.24–25
35. 1 2  Zobel, O. J.,Theory and Design of Uniform and Composite Electric Wave Filters, Bell System Technical Journal, Vol. 2 (1923), pp. 1–46.
36. 1 2 3  Darlington, p.5
37. 1 2  Belevitch, p.851
38. ↑  Cauer et al., p.6
39. 1 2 3  Cauer et al., p.4
40. ↑  Karl L. Wildes, Nilo A. Lindgren, A century of electrical engineering and computer science at MIT, 1882–1982, p.157, MIT Press, 1985 ISBN 0-262-23119-0
41. ↑  Matthaei, pp.83–84
42. ↑  Arthur E. Kennelly, 1861 – 1939 IEEE biography, retrieved 13 June 2009
43. ↑  Darlington, p.4
44. ↑  Foster, R M, "A Reactance Theorem", Bell System Technical Journal, vol 3, pp.259–267, 1924
45. ↑  Cauer et al., p.1
46. ↑  Darlington, pp.4–6
47. ↑  Cauer, W, "Die Verwirklichung der Wechselstromwiderstände vorgeschriebener Frequenzabhängigkeit" ("The realisation of impedances of specified frequency dependence"), Archiv für Elektrotechnic, vol 17, pp.355–388, 1926 doi:10.1007/BF01662000
48. ↑  Atul P. Godse, U. A. Bakshi, Electronic Circuit Analysis, p.5-20, Technical Publications, 2007 ISBN 81-8431-047-1
49. 1 2 3 4  Belevitch, p.850
50. ↑  Cauer et al., pp.1,6
51. 1 2 3 4  Darlington, p.9
52. ↑  Irwin W. Sandberg, 어니스트 S. 쿠흐, "Sidney Darlington", Biographical Memoirs, vol 84, page 85, National Academy of Sciences (U.S.), National Academies Press 2004 ISBN 0-309-08957-3
53. ↑  J. Zdunek, "The network synthesis on the insertion-loss basis", Proceedings of the Institution of Electrical Engineers, p.283, part 3, vol 105, 1958
54. ↑  Matthaei et al., p.83
55. ↑  Michael Glynn Ellis, Electronic filter analysis and synthesis, p.2, Artech House 1994 ISBN 0-89006-616-7
56. ↑  John T. Taylor, Qiuting Huang, CRC handbook of electrical filters, p.20, CRC Press 1997 ISBN 0-8493-8951-8
57. 1 2  Darlington, p.12
58. ↑  Cauer et al., pp.6–7
59. 1 2  Darlington, p.7
60. ↑  Darlington, pp.7–8
61. ↑  William R. Bennett, Transmission network, 미국 특허 1,849,656 , filed 29 June 1929, issued 15 March 1932
62. ↑  Matthaei et al., pp.85–108
63. 1 2 3  Darlington, p.8
64. ↑  Vasudev K Aatre, Network theory and filter design, p.355, New Age International 1986, ISBN 0-85226-014-8
65. ↑  Matthaei et al., p.95
66. ↑  E. L. Norton, "Sound reproducer", 미국 특허 US1,792,655 , filed 31 May 1929, issued 17 February 1931
67. ↑  Vizmuller, P, RF Design Guide: Systems, Circuits, and Equations, pp.81–84, Artech House, 1995 ISBN 0-89006-754-6
68. ↑  Mason, pp. 409–410
69. ↑  Fagen & Millman, p. 108
70. ↑  N Wiener and Yuk-wing Lee, Electric network system, United States patent US2024900, 1935
71. 1 2 3  Darlington, p.11
72. ↑  B. S. Sonde, Introduction to System Design Using Integrated Circuits, pp.252–254, New Age International 1992 ISBN 81-224-0386-7
73. ↑  D. O. North, "An analysis of the factors which determine signal/noise discrimination in pulsed carrier systems", RCA Labs. Rep. PTR-6C, 1943
74. ↑  Nadav Levanon, Eli Mozeson, Radar Signals, p.24, Wiley-IEEE 2004 ISBN 0-471-47378-2
75. ↑  Jack L. Bowers, "R-C bandpass filter design", Electronics, vol 20, pages 131–133, April 1947
76. ↑  Darlington, pp.12–13
77. ↑  라스 완하마르, Analog Filters using MATLAB, pp. 10–11, Springer, 2009 ISBN 0387927670.

## 참고 자료
- 벨레비치, V, "회로 이론의 역사 요약", IRE 논문집, vol. 50, iss. 5, pp. 848–855, May 1962 doi:10.1109/JRPROC.1962.288301.
- 블랜차드, J, "전기 공명의 역사", Bell System Technical Journal, vol. 23, pp. 415–433, 1944.
- 카우어, E; 매티스, W; 파울리, R, "빌헬름 카우어의 삶과 작업 (1900–1945)", 제14회 네트워크 및 시스템의 수학 이론 국제 심포지엄 (MTNS2000) 논문집, 페르피냥, 2000년 6월.
- 달링턴, S, "저항기, 인덕터 및 커패시터로 구성된 회로에 대한 네트워크 합성 및 필터 이론의 역사", IEEE Transactions on Circuits and Systems, vol. 31, pp. 3–13, 1984 doi:10.1109/TCS.1984.1085415.
- 페이건, M D; 밀먼, S, 벨 시스템의 공학 및 과학 역사: 제5권: 통신 과학 (1925–1980), AT&T 벨 연구소, 1984 ISBN 0932764061.
- 고드프리, 찰스, "주기적으로 하중된 줄을 따라 파동 운동의 전파와 관련된 불연속성에 대하여", Philosophical Magazine, ser. 5, vol. 45, no. 275, pp. 356–363, April 1898.
- 헌트, 브루스 J, 막스웰리안스, 코넬 대학교 출판부, 2005 ISBN 0-8014-8234-8.
- 룬드하임, L, "섀넌과 섀넌의 공식에 대하여", Telektronikk, vol. 98, no. 1, pp. 20–29, 2002.
- 메이슨, 워런 P, "전기적 및 기계적 유추", Bell System Technical Journal, vol. 20, no. 4, pp. 405–414, October 1941.
- 매타이, 영, 존스, 마이크로파 필터, 임피던스 매칭 네트워크 및 커플링 구조, 맥그로힐 1964.

## 추가 자료
- 프라이, T C, "전기 네트워크 설계에서의 연분수 사용", 미국 수학 학회보, 35권, 463–498쪽, 1929년 (전체 텍스트 사용 가능).